# Gollum suluensis
Gollum suluensis (лат.) — вид хрящевых рыб из семейства ложнокуньих акул отряда кархаринообразных. Обитает в Тихом океане, эндемик прибрежных вод Новой Зеландии. Встречается на материковом склоне на глубине от 300 до 600 м. Максимальная зафиксированная длина 1,1 м. У этих акул тонкое удлинённое тело, окрас коричневатый. Размножаются бесплацентарным живорождением. Эмбрион питается желтком и, возможно, гистотрофом. Рацион состоит из мелких костистых рыб и ракообразных. Не является объектом коммерческого промысла. Не представляет опасности для человека.

## Таксономия
Вид впервые описан в 2011 году.  Описание основано на 7 экземплярах, найденных на рыбном рынке в Пуэрто-Принсеса, Палаван, Филиппины. Эти особи, скорее всего, были пойманы в море Сулу, что отражает видовое название лат. siluensis. Голотип представляет собой взрослого самца длиной 58,5 см. Паратипы: самцы длиной 57,5 и 58,4 см и самки длиной 53,4—65,2 см.

## Ареал
Эндемик западной части моря Сулу, обитает в водах Палавана, известные образцы были пойманы на остовном склоне на глубине около 730 м. Ограниченный ареал даёт основание предположить, что этот вид является реликтовым.

## Описание
У Gollum suluensis мягкое тело и закруглённая голова. Расстояние от кончика рыла до глаз составляет в 2,1—2,4 раза превышает длину глаза. Расстояние от кончика морды до рта составляет 0,8—1 ширины рта. Длина глаза в 1,4—1,5 раз больше длины ноздри и более, чем в 4,8 раз больше диаметра дыхальца. Голова довольно широкая, её ширина составляет 12—14 % от общей длины тела. Длина головы в 2,3—2,6 раз превышает ширину рта, а ширину ноздри в 8—9 раз.
Длина переднего края грудных плавников в 2,2—2,5 раз превышает длину их основания. Длина каудального края первого спинного плавника составляет 0,5—0,6 от длины основания грудных плавников. Длина основания второго спинного плавника составляет 10—12 % от длины тела. Нижняя поверхность головы тёмная и слабо контрастирует по боковой линии с окрасом спины. Каудальные края спинных плавников не вогнуты. Их кончики имеют тёмную окантовку. Вентральный край хвостового плавника тёмный и слабо контрастирует с окрасом хвостового плавника. Общее количество позвонков 151—154. Максимальная зафиксированная длина 58,5 см.
Gollum suluensis отличается от своего сородича, новозеландской тройнозубой акулы, более мягким телом, тёмным, ровным и менее контрастным окрасом, укороченной и более широкой мордой, крошечными дыхальцами, более крупными грудными плавниками, широкой головой, а также большими пропорциями длин ноздрей, рта, и расстояния между глазами.

## Взаимодействие с человеком
Вид не представляет опасности для человека. Коммерческой ценности не имеет. Международный союз охраны природы ещё не оценил статус сохранности данного вида.